# Vasudevan Baskaran
Vasudevan Baskaran   (Arni, 17 d'agost de 1950) és un jugador d'hoquei sobre herba indi, ja retirat, que va competir durant la dècada de dècada de 1970.
El 1976 va prendre part en els Jocs Olímpics d'Estiu de Mont-real, on fou setè en la competició d'hoquei sobre herba. Quatre anys més tard, als Jocs de Moscou, guanyà la medalla d'or en la mateixa competició.
En el seu palmarès també destaquen dues medalles de plata als Jocs Asiàtics, el 1974 i 1978. Una vegada finalitzada la seva carrera com a jugador passà a exercir d'entrenador d'hoquei sobre herba. Ha dirigit la selecció nacional índia en diferents períodes, com ara als Jocs Olímpics de Sydney del 2000.